# Weteringpoort (Amsterdam)

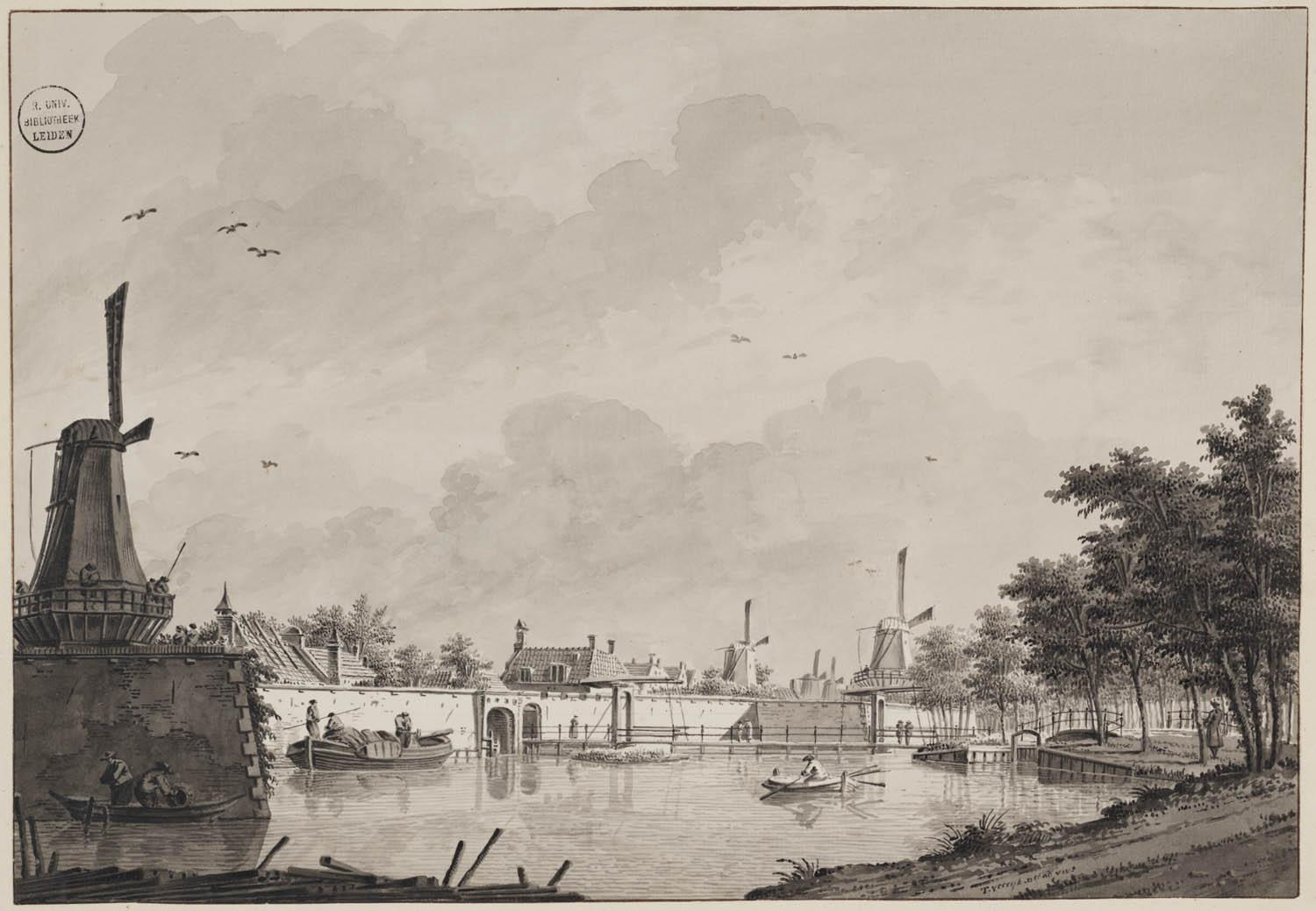
De Weteringpoort op een gravure van Dirk Verrijk (1770)

De Weteringpoort was een van de acht Amsterdamse stadspoorten die bij de derde en vierde uitleg werden aangelegd. De Weteringpoort, die deel uitmaakte van de vestingwerken van Amsterdam, was samen met de Raampoort en Zaagmolenpoort een van de kleinere stadspoorten. Naast een doorgang met een houten brug had de poort ook een doorvaart die de Lijnbaansgracht verbond met de Singelgracht bij de Boerenwetering.
In 1840-1841 werd de poort gesloopt en in 1842 vervangen door een barrière met een commiezenhuisje als tolhuis. Dit gebouwtje bestaat nog steeds. Onder het huisje bevinden zich tegenwoordig vier pompgemalen van Waternet voor de bemaling van de riolering.
De doorvaart tussen Lijnbaansgracht en Singelgracht bleef behouden, met een sluis (Weteringwaterkering) en een brug (Weteringpoort) waarover de Weteringschans loopt.
In 1875 werd iets oostelijk, bij het Weteringplantsoen, brug nr. 84 richting De Pijp aangelegd. Deze brug, die na een renovatie in 2005 werd omgedoopt tot Freddy Heinekenbrug, heeft een deel van de verkeersfunctie van de Weteringpoort overgenomen.